# Dinkabra
Dinkabra, également appelé Dinkaféra, est une localité située dans le département de Kampti de la province du Poni dans la région Sud-Ouest au Burkina Faso.

## Géographie
Dinkabra se trouve à environ 3 km au nord-est du centre de Kampti, le chef-lieu du département, sur les bords du lac du barrage de retenue de Ponoro, et à un kilomètre de la route nationale 12.

## Santé et éducation
Le centre de soins le plus proche de Dinkabra est le centre médical de Kampti tandis que le centre hospitalier régional (CHR) de la province se trouve à Gaoua.